# Списак места Светске баштине у Грузији
Организација Уједињених нација за образовање, науку и културу (УНЕСКО) проглашава места светске баштине од изузетне универзалне вредности за културно или природно наслеђе, која су номиновале земље потписнице УНЕСКО-ве Конвенције о светској баштини, основане 1972. године. Културно наслеђе се састоји од споменика (као што су архитектонска дела, монументалне скулптуре или натписи), група зграда и локалитета (укључујући археолошка налазишта). Природне карактеристике (које се састоје од физичких и биолошких формација), геолошке и физиографске формације (укључујући станишта угрожених врста животиња и биљака) и природна места која су важна са становишта науке, очувања или природне лепоте, дефинишу се као природно наслеђе. Грузија је ратификовала конвенцију 4. новембра 1992. године.
Од 2020. године, Грузија има четири локалитета на листи и додатних четрнаест на прелиминарној листи. Прва два локалитета уписана на листу били су Историјски споменици Мцхете и локалитет који обухвата храм Баграта и манастир Гелати, 1994. године. Међутим, због велике реконструкције која је штетила њеном интегритету и аутентичности, катедрала Баграти је стављена на Листу светске баштине у опасности 2010. године, а затим је уклоњена са листе светске баштине 2017. године. Горња Сванетија је уписана 1996. године, а најновији локалитет на листи биле су Колхичке прашуме и мочваре, 2021. године. Ово последње је једино природно место у Грузији, остала три су културног типа.

## Списак локалитета
УНЕСКО наводи локалитете под десет критеријума; сваки унос мора да испуњава барем један од критеријума. Критеријуми од i до vi су културни, а од vii до x су природни.
| Локалитет                     | Фотографија                      | Локација                                   | Година уписа | УНЕСКО подаци          | Опис |
| ----------------------------- | -------------------------------- | ------------------------------------------ | ------------ | ---------------------- | --- |
| Историјски споменици Мцхете   | Црква на врху брда               | Мцхета-Мтијанетија                         | 1994.        | 708; iii, iv (култура) | Мцхета је била главни град Грузије од 3. века пре нове ере до 5. века нове ере и још увек је центар Грузинске православне цркве. То је било место где је хришћанство проглашено званичном религијом Грузије 337. године. Манастир Џвари (на фотографији) датира из 6. века, док су храм Светицховели и манастир Самтавро изграђени у 11. веку на месту ранијих цркава. Споменици представљају различите фазе у развоју средњовековне верске архитектуре у региону. |
| Гелати                        | Две црквене зграде од камена     | Имеретија                                  | 1994.        | 710; iv (култура)      | Манастир Гелати, ремек-дело грузијског златног доба, саградио је 1106. године краљ Давид IV и био је један од главних културних и интелектуалних центара у Грузији током средњег века. Имао је академију која је запошљавала неке од најславнијих грузијских научника, теолога и филозофа, од којих су многи раније били активни у разним православним манастирима у иностранству, као што је Манганска академија у Цариграду. У време уписа, на листи светске баштине налазио се и храм Баграта. Између 2010. и 2017. године, била је наведена као угрожена због велике реконструкције која је штетила њеном интегритету и аутентичности. Године 2017, храм Баграта је уклоњена са листе светске баштине, а манастир Гелати је уклоњен са листе угрожених. |
| Горња Сванетија               | Камене куле у планинском пејзажу | Мегрелија-Горња Сванетија                  | 1996.        | 709; iv, v (култура)   | Горња Сванетија је долина дуж реке Енгури између Кавказа и Сванетијског венца. Сванске заједнице су се прилагодиле животу у планинским регионима. Најистакнутија архитектонска карактеристика села су средњовековне камене куле које су имале и одбрамбене и стамбене функције. У селу Чажаши је сачувано више од 200 кула и кућа. |
| Колхидне кишне шуме и мочваре | Шума и река одозго               | Мегрелија-Горња Сванетија, Гурија, Аџарија | 2021         | 1616; ix, x (природа)  | Приобални регион Грузије (историјска Колхида) прекривен је мочварама, шумама, тресетиштима, језерима и пешчаним динама. Нека подручја су заштићена као Рамсарска подручја. Она су важна места биодиверзитета и служе као заустављања на миграционим путевима птица као што су црна рода, обични ждрал и велика чапља. Локалитет светске баштине обухвата седам добара: Кинтриши-Мтирала и Испани у Аџарији, Григолети и Имнати у Гурији, као и Пичора, Набада и Чурија у Мегрелији-Горњој Сванетији. У Грузији се налазе у оквиру Националног парка Колхети (на фотографији), строгог природног резервата Кинтриши, заштићених подручја Кобулети и Националног парка Мтирала.                                                                               |

## Прелиминарни списак
Поред локалитета уписаних на Листу светске баштине, државе чланице могу да воде листу прелиминарних локалитета које могу размотрити за номинацију. Номинације за Листу светске баштине се прихватају само ако је локалитет претходно био наведен на прелиминарној листи. Од 2020. године, Грузија има четрнаест објеката на својој прелиминарној листи.
| Локалитет                                  | Фотографија                                           | Локација           | Година уписа | УНЕСКО подаци                            | Опис |
| ------------------------------------------ | ----------------------------------------------------- | ------------------ | ------------ | ---------------------------------------- | --- |
| Храм Алаверди                              | Church from far, field in front, hills in the back    | Кахетија           | 2007.        | iv, vi (култура)                         | Храм је изграђен у првој половини 11. века на месту манастира који датира из 6. века. Са висином од 50 метара, то је највиши храм у Грузији и има веома пространу унутрашњост. Комплекс је окружен утврђеним зидом. |
| Ананури                                    | Манастир изнад језера, брда у позадини                | Мцхета-Мтијанетија | 2007.        | iii (култура)                            | Комплекс замка Ананури, изграђен у 17. веку, налази се дуж Грузинског војног пута. Састоји се од неколико цркава са прелепим зидним сликама и зидним рељефима. Црква Богородице је место сахране ериставија (војвода) од Арагвија. |
| Манастирски комплекс Давид Гареџа          | Пећине са зиданим зидовима около, део манастира       | Кахетија           | 2007.        | i, ii, iii, iv, v, vi, vii, x (мешовито) | Грузински православни манастирски комплекс обухвата 19 средњовековних манастира са око 5000 ћелија за монахе. Прве манастире основао је у 6. веку Свети Давид Гареџели, један од тринаест асирских отаца који су дошли у Грузију. Манастири су доживели златно доба између 10. и 13. века, пропали су након монголских инвазија, а препород су доживели у мањем обиму у 17. и 18. веку. У црквама су сачувани мурали из различитих периода. У том подручју су пронађени и остаци насеља из бронзаног и гвозденог доба. |
| Археолошко налазиште хоминида Дманиси      | Лобања раног хоминида                                 | Доња Картлија      | 2007.        | iii, v (култура)                         | Остаци хоминида пронађени у Дманисију припадају неким од најранијих фосила хоминида ван Африке. Ископавања су у току од 1983. године. На локалитету је пронађено неколико лобања, зуба, посткранијалних остатака, као и камених артефаката и животињских остатака. Датирани су на период од пре 1,75 милиона година и представљају важну фазу у људској еволуцији. |
| Црква Арханђела и Краљевска кула у Гремију | Црква и кула изнад града                              | Кахетија           | 2007         | ii, iii (култура)                        | Греми, град на Путу свиле, био је престоница Краљевине Кахетија све док га није уништио Сафавидски шах Абас у 17. веку и оставио у рушевинама. Цркву Арханђела је 1565. године наручио краљ Леван и представља еволуцију грузијске црквене архитектуре. Троспратна кула са звоником на врху налази се поред цркве.[16] |
| Црква Кватера                              | Црква са зеленим кровом                               | Кахетија           | 2007         | iii, iv (култура)                        | Црква Кветера је изграђена у 10. веку унутар комплекса тврђаве. Архитектонски, она је дериват цркве Џвари у Мцхети. То је мала црква са планом који је четвороапсидни крст са четири нише између апсида. |
| Тушетија                                   | Камене куће са неколико кула, брдо у позадини         | Кахетија           | 2007         | iv, v, vii, x (мешовито)                 | Мта-Тушети је регион на падинама Кавкаских планина. Станишта уз падине планина се мењају од шума преко високих ливада до субнивејске зоне, и свако је дом разним животињама и биљкама. Вернакуларну архитектуру региона карактеришу зграде налик тврђавама, сличне онима у Сванетији. |
| Никорцминда катедрала                      | Црква, фотографија одоздо                             | Рача               | 2007         | ii, iv (култура)                         | Катедрала Никортсминда, један од најважнијих средњовековних споменика у Грузији, изграђена је почетком 11. века за време владавине краља Баграта III. Црква има шестоугаони план и украшена је рељефима који приказују верске теме. Унутрашњост је украшена сликама из 16. и 17. века. |
| Храм Самтависи                             | Камена црква са истакнутим крстом на једном од зидова | Унутрашња Картлија | 2007.        | iv (култура)                             | Храм Самтависи је изграђен 1030. године и доживео је велику реновацију у 15. веку, укључујући обнову куполе и западног зида. С обзиром на архитектонски развој, храм је увео нови стил декорације, са великим орнаменталним крстом на источној фасади и ромбичним узорком. Фрагменти фресака из 17. века остали су у унутрашњости. |
| Шатили                                     | Камене куће са неколико кула, брдо у позадини         | Мцхета-Мтијанетија | 2007.        | v (култура)                              | Шатили је планинско село на надморској висини од 1.400 метара, смештено у клисури реке Аргун. Село је тврђавски комплекс, са зградама које служе и у стамбене и у одбрамбене сврхе. Село датира из касног средњег века и раног модерног периода. |
| Историјски округ Тбилисија                 | Поглед на Тбилиси са реке у правцу тврђаве Нарикала   | Тбилиси            | 2007.        | ii, iii, iv, v, vi (култура)             | Тбилиси, главни град Грузије, био је важан град на Путу свиле и главни центар у региону Кавказа. Основан је у 5. веку нове ере и обележили су га утицаји различитих култура. Град се налази на обалама реке Кура, а из њега се уздиже тврђава Нарикала. Типичне карактеристике Тбилисија су балкони и дворишта стамбених кућа. |
| Подземни град Уплисцихе                    | Туристи разгледају пећине                             | Унутрашња Картлија | 2007.        | ii, iii, iv, v (култура)                 | Први трагови људске насељености у Уплисцихеу датирају из другог миленијума пре нове ере. Био је важан центар током хеленистичког периода и касне антике, достигао је још један врхунац од 9. до 11. века, а на крају је опустошен током монголских напада у 13. веку. Град је усечен у стени, укључујући палатски комплекс и тробродну базилику из 6. века. Неке пећине имају сложене декорације. |
| Вани                                       | Златна дијадема са лавовима и вепровима               | Имеретија          | 2007.        | ii, iii, vi (култура)                    | Вани је био древни град у историјској области Колхида, насељен од 7. до 1. века пре нове ере. Био је политички и верски центар тог подручја. У хеленистичком периоду, град је доживео значајан утицај грчке културе, у погледу архитектуре, накита и погребних обичаја. Археолошка ископавања открила су велики број артефаката који су сада изложени у Грузинском националном музеју у Тбилисију.[24] |
| Вардзија-Хертвиси                          | Брдо са пећинама                                      | Самцхе-Џавахетија  | 2007.        | ii, iii, iv, v, vi, vii (мешовито)       | Ова номинација обухвата клисуру реке Куре у дужини од 18 километара између тврђаве Хертвиси и каменог манастира у Вардзији који је изграђен у 12. и 13. веку. Људска насеља су прилагођена распореду пејзажа. |